# Estonia ai II Giochi olimpici invernali
L'Estonia partecipò ai II Giochi olimpici invernali, svoltisi a Sankt Moritz, Svizzera, dall'11 al 19 febbraio 1928, con una delegazione di 2 atleti impegnati in una discipline.